# Club de Deportes La Pintana
Club Deportivo Municipal La Pintana är en fotbollsklubb från kommunen La Pintana, i huvudstaden Santiago i Chile. Klubben grundades 18 februari 2009.

## Historia
Den 18 februari 2009 grundades CD Municipal La Pintana som ett projekt för att få igång fotbollsaktivitet i de olika kvarteren i La Pintana. Klubben fick direkt börja spela i Tercera B, den fjärde högsta divisionen, och lyckades samma år ta steget upp i Tercera A. Detta genom att vinna sin grundserie i Tercera B, efter 37 poäng på 16 matcher, vilket kvalificerade laget för slutspel. Väl i slutspelet slog klubben ut Juventud Puente Alto (11-2 totalt), Provincial Talagante (4-3 totalt) och till slut besegrade man Deportes Quilicura i finalen efter att ha vunnit hemma med 1-0 och förlorat borta med 1-2, vilket gav en slutspelsseger och uppflyttning till Tercera A.
Säsongen 2010 slutade Municipal La Pintana sist i sin grundserie efter 11 poäng på 14 matcher och gick tillsammans med Deportes Temuco, Linares Unido och Fernández Vial till en kvalserie. I kvalserien, som bestod av 4 lag, spelades det sex matcher. Efter de sex matcherna fick det lag som låg sist spela en kvalmatch för att hålla sig kvar i Tercera A. Municipal La Pintana lyckades dock, efter bland annat tre hemmasegrar (7-0 mot Linares Unido till exempel), hålla sig kvar efter 9 poäng på de 6 matcherna vilket innebar en andraplats.
För säsongen 2011 lyckades Municipal La Pintana ta sig till den tredje omgången av Copa Chile 2011, genom att slå ut Colchagua och Peñalolén. I den tredje omgången lottades de att möta Unión Española, Magallanes och Santiago Morning - alla lag från Santiago.

## Arena
Klubben spelar sina hemmamatcher på Estadio Municipal La Pintana, vars läktare vid fotbollsplanen tar ungefär 6 000 åskådare. På arenan spelar även Santiago Morning. Hela arenakomplexet innehåller även lokaler för bland annat tennis och friidrott. Arenan ägs av La Pintanas kommun.